# Villers-Campeau
Villers-Campeau is een plaats in de Franse Noorderdepartement. Het ligt in de gemeente Somain, in het westelijk deel van het stadscentrum.
Op het eind van het ancien régime werd de gemeente gevormd uit de heerlijkheden Villers-au-Bois en Campeau. In 1947 werd de gemeente opgeheven en bij Somain gevoegd. Villers-Campeau telde toen zo'n 1200 inwoners.